# Ioan Mircea Pașcu
Ioan Mircea Pașcu, né le 17 février 1949 à Satu Mare, est un homme politique roumain.

## Biographie
Il est élu député européen en 2007 et a été réélu en 2009 et en 2014.